# الحشيشينة

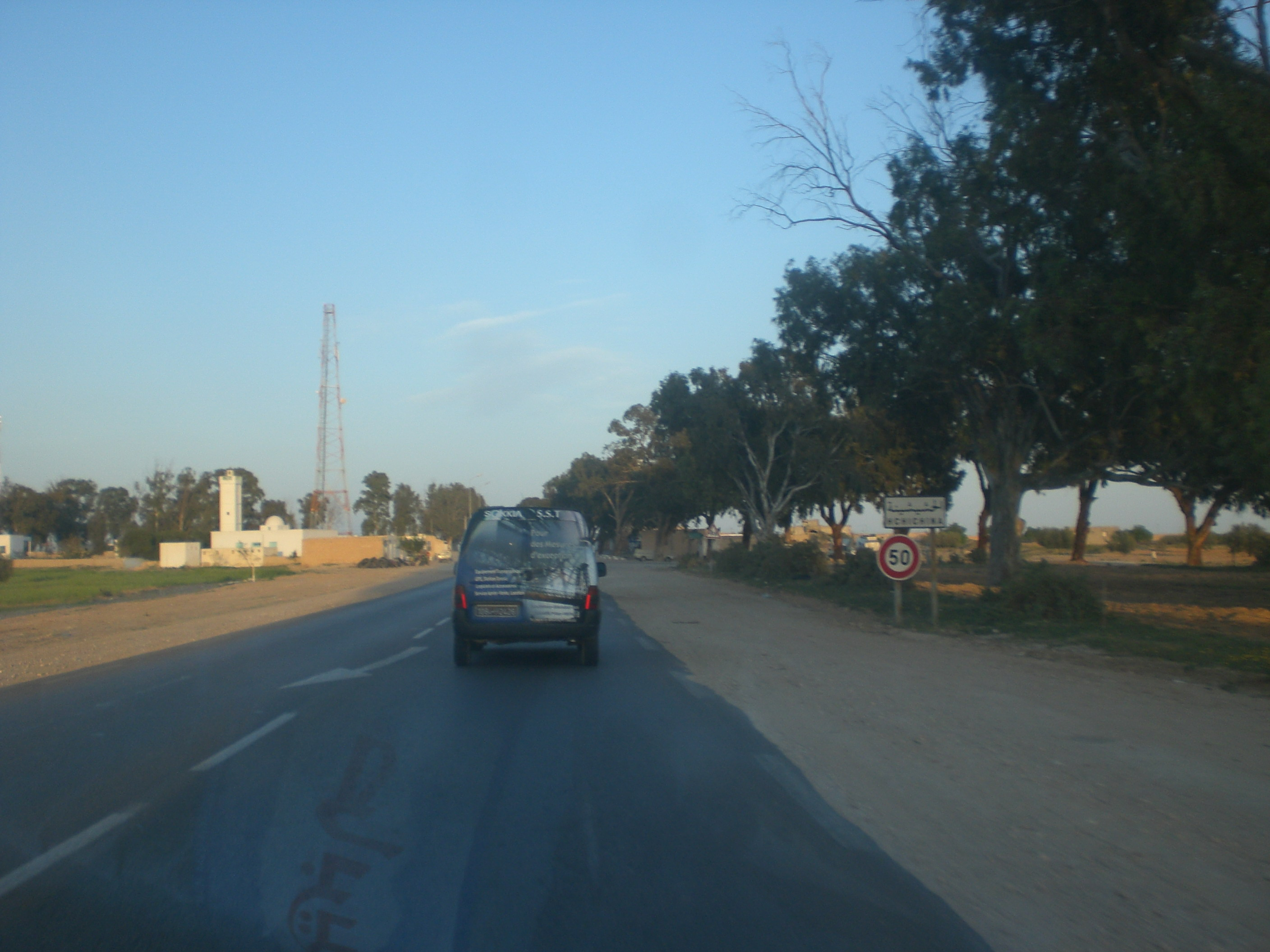
قرية الحشيشينة

الحشيشينة (كان اسمها برج الحشيشينة) قرية تقع بجنوب ولاية صفاقس من الجنوب الشرقي التونسي، على الطريق الوطنية رقم 1، بين مدينتي صفاقس وقابس، وتبعد 65 كم جنوب غربي مدينة صفاقس، و10 كم شمال شرقي مدينة الصخيرة.